# Кюстендилски говор
Кюстендилският говор е български диалект, представител на централната група югозападни говори. Говори се в района на Кюстендил. Сроден е с дупнишкия говор и граничи на север с преходните говори.

## Характерни особености
- Групи шт и жд на прасляванските *tj и *dj.
- Застъпници на стб. ѫ са:
  - предимно гласната a – кàшта (къща), рàка (ръка).
  - понякога гласната у – бỳбрек (бъбрек), пỳпка (пъпка), сут (съд)
- Застъпник на стб. ъ е предимно o и в редки случаи а: бòчва (бъчва), крòток (кротък), вàшка (въшка), лажѝца (лъжица).
- Изпадане на съгласната л при групата ъл/лъ между съгласни и преход ъ⇒у след лабиална съгласна: съ̀за (сълза), къ̀нем (кълна), йàбука (ябълка), буà (бълха).
- Пълна липса на звук х: плèто (плетох), чу (чух), леп (хляб)
- Палаталност на л и н само в края на думата, както и пред гласни е и и: сол’, кон’, пòл’е, кн’ѝга.
- Сонантно р: твр̥̀т (твърд), бр̥̀же (бързо).
- Образуване на мн. ч. при многосрични същ. м. р. с помощта на окончание -йе: офчарйè (овчари), гàлабйе (гълъби), мàжйе (мъже).
- Окончание за 1 л. ед. ч. cer. време -м за всички склонения: вѝдим (видя), орèм (ора), плетèм (плета).
- Частица за бъдеще време че (сравни с книжовното ще): че вѝди (ще види), че ѝдем (ще ида).
- Образуване на деепричастия с -ечки: купувàечки (купувайки), носèечки (носейки).